# Мертвий кінець
Ме́ртвий кіне́ць [талевого каната], (рос. мертвый конец [талевого каната]; англ. dead end of a drilling line, нім. Totende n [des Bohrseils]) — у бурових технологіях — нерухомий кінець талевого каната, який закріплюється біля основи бурової чи експлуатаційної вежі і на якому кріплять індикатор ваги.